# Niger aux Jeux olympiques d'été de 2000
Le Niger participe aux Jeux olympiques d'été de 2000 à Sydney. Sa délégation est composée de 4 athlètes répartis en 2 sports et son porte-drapeau est Mamane S. Ani Ali. Au terme des Olympiades, la nation n'est pas à proprement classée puisqu'elle ne remporte aucune médaille.

## Nombre d'athlètes qualifiés par sport
Voici la liste des qualifiés et sélectionnés Nigérien par sport (remplaçants compris) :
| Sport      | Hommes | Femmes | Total |
| ---------- | ------ | ------ | ----- |
| Athlétisme | 1      | 1      | 2     |

## Liste des médaillés nigériens
Aucun athlète nigériens ne remporte de médaille durant ces JO.

## Athlétisme

### Hommes
| Athlète         | Épreuve | Série   | Série | Demi-finale | Demi-finale | Finale  | Finale  |
| Athlète         | Épreuve | Temps   | Rang  | Temps       | Rang        | Temps   | Rang    |
| --------------- | ------- | ------- | ----- | ----------- | ----------- | ------- | ------- |
| Mamane Sani Ali | 100 m   | 11 s 25 | 9e    | Eliminé     | Eliminé     | Eliminé | Eliminé |

### Femmes
| Athlète          | Épreuve | Séries        | Séries | Quarts de finale | Quarts de finale | Demi-finales | Demi-finales | Finale  | Finale  |
| Athlète          | Épreuve | Temps         | Rang   | Temps            | Rang             | Temps        | Rang         | Temps   | Rang    |
| ---------------- | ------- | ------------- | ------ | ---------------- | ---------------- | ------------ | ------------ | ------- | ------- |
| Haissa Ali Garba | 400 m   | 1 min 07 s 49 | 8e     | Eliminé          | Eliminé          | Eliminé      | Eliminé      | Eliminé | Eliminé |